# Wine-Searcher
Wine-Searcher è un motore di ricerca per vini che nel corso degli anni si è affermato anche come servizio enciclopedico gratuito su tutto ciò che concerne il mondo del vino.

## Servizi offerti
Ad oggi il sito conta più di 38.000 distributori di vino ed oltre 5,8 milioni di offerte. Nel corso degli anni Wine-Searcher si è sviluppato come enciclopedia del vino con migliaia di articoli su regioni, zone a denominazione di origine controllata, vitigni, ma anche classifiche sui vini più ricercati o più costosi e raccolte dei vini più quotati dai maggiori critici internazionali (ad esempio: Robert M. Parker, Jr., Jancis Robinson, Stephen Tanzer).
Il successo che ha portato Wine-Searcher.com ad essere il sito enoico più visitato al mondo è essenzialmente legato alla possibilità di comparare gratuitamente i prezzi dei vini fra i vari distributori presenti nella rete guidando l'utilizzatore ad un acquisto più consapevole.
Ad inizio 2013 il sito può contare su due milioni di visitatori unici ed una media di circa 10 milioni di pagine visitate mensilmente.

## Società
Creata nel 1999 a Londra da Martin Brown, la sede è stata successivamente spostata ad Auckland in Nuova Zelanda dove si trova tuttora.
L'azienda ad oggi è composta da circa trenta fra programmatori e specialisti del vino (enologi, sommelier).
Nell'Aprile del 2012 il sito ha lanciato un magazine online gratuito basato su notizie e approfondimenti sul mondo del vino.

## Rassegna stampa
Sono stati redatti numerosi articoli su Wine-Searcher che ne apprezzano la ricchezza di informazioni ed evidenziano la capacità di garantire una maggiore trasparenza nel mercato del vino: tra essi, quelli di Jancis Robinson, Financial Times, Chicago Tribune, Time, Forbes, Los Angeles Times.